# هيرب آدامز (لاعب كرة قاعدة)
هيرب آدامز (بالإنجليزية: Herb Adams)‏ هو لاعب كرة قاعدة أمريكي، ولد في 14 أبريل 1928 في هوليوود في الولايات المتحدة، وتوفي في 1 فبراير 2012 في تلسا في الولايات المتحدة.

## وصلات خارجية
- هيرب آدامز على موقعبيزبول رفرنس.كوم (الدوري الرئيسي) (الإنجليزية)
- هيرب آدامز على موقعبيزبول رفرنس.كوم (الدوري الثانوي) (الإنجليزية)